# Họ Cá vây tua
Họ Cá vây tua, họ Cá nhụ, họ Cá thiên đường, họ Cá chét hoặc họ Cá phèn nước ngọt (danh pháp khoa học: Polynemidae) là một họ chủ yếu là cá biển, trừ chi Polynemus là cá nước ngọt, dạng cá vược màu xám bạc. Họ này được tìm thấy ở các vùng biển nhiệt đới và cận nhiệt đới trên khắp thế giới. Họ này chứa khoảng 8-9 chi và 33-42 loài.
Theo truyền thống, họ Polynemidae được xếp trong bộ Perciformes, nhưng gần đây được coi là có vị trí không xác định (incertae sedis) trong nhánh Carangimorphariae và được cho là có quan hệ họ hàng gần với họ Menidae.

## Đặc điểm
Dao động về chiều dài từ 20 cm ở cá gộc vây đen (Polydactylus nigripinnis) tới 200 cm ở cá nhụ bốn râu (Eleutheronema tetradactylum) và cá gộc lớn châu Phi (Polydactylus quadrifilis), các loài cá vây tua có tầm quan trọng thương mại trong nghề đánh bắt cá để làm cá thực phẩm cũng như phổ biến trong nghề câu cá giải trí. Thói quen sinh sống và di chuyển thành bầy lớn làm cho việc đánh bắt chúng là tiết kiệm về mặt kinh tế và đáng tin cậy.
Cơ thể của chúng thuôn dài và thon với các vây lưng mềm và có gai. Vây đuôi lớn và xẻ thùy sâu; dấu hiệu chỉ ra sự nhanh nhẹn và tốc độ của chúng. Miệng lớn và hạ (ở dưới); mõm tù lồi về phía trước. Các hàm và vòm miệng có các dải như nhung chứa các răng nhỏ và mảnh dẻ. Đặc trưng phân biệt nhiều nhất của cá vây tua là các vây ngực của chúng. Các vây này bao gồm 2 phần khác biệt, phần phía dưới bao gồm 3-7 tia vây dài, độc lập, trông giống như các sợi chỉ, riêng ở các loài chi Polynemus có thể có tới 15 tia vây như vậy.

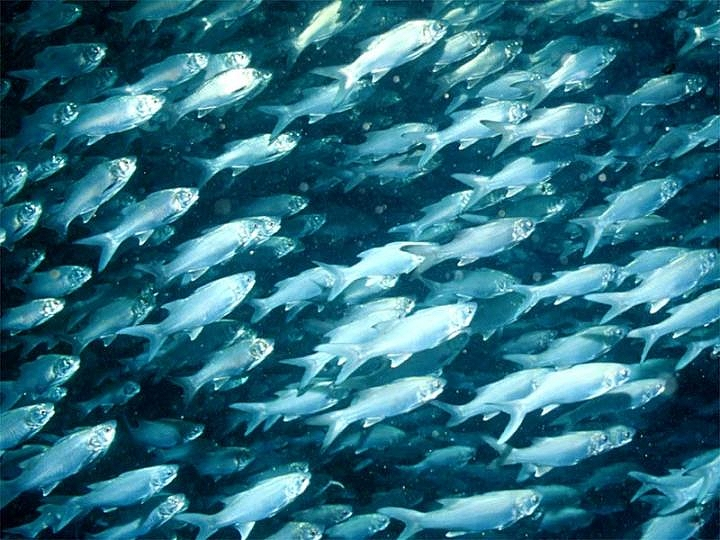
Cá gộc sáu râu (Polydactylus sexfilis)

Ở một số loài, chẳng hạn như cá vây tua hoàng gia (Pentanemus quinquarius), các tia vây như sợi chỉ này có thể kéo dài quá cả vây đuôi. Đặc trưng này giải thích cho cả tên gọi vây tua và danh pháp khoa học của họ Polynemidae, từ tiếng Hy Lạp poly nghĩa là "nhiều" và nema nghĩa là "sợi dây nhỏ". Các loài tương tự, chẳng hạn cá đối (họ Mugilidae) và cá măng sữa (họ Chanidae) có thể dễ dàng phân biệt với cá vây tua do chúng không có các vây ngực dạng sợi chỉ.
Cá vây tua thích sống trong các vùng biển khơi có nước nông và đáy nhiều bùn hay cát; chúng ít khi tới gần các vùng đá ngầm. Các tia vây ngực dạng tua của chúng được coi là các kết cấu xúc giác, giúp chúng tìm kiếm mồi trong các lớp trầm tích dưới đáy biển. Cá vây tua có thể sống trong môi trường với sự dao động lớn về độ mặn của nước. Đặc điểm này cho phép chúng có thể tiến tới gần các cửa sông và thậm chí là ngược vào trong sông. Chúng chủ yếu ăn các loại động vật giáp xác và cá nhỏ.
Là nhóm cá đẻ trứng ngoài biển, cá vây tua đẻ nhiều trứng nhỏ trôi nổi trên mặt nước và sau đó trở thành một phần của phiêu sinh vật. Các trứng này trôi nổi theo dòng nước cho đến khi nở ra.

## Các loài

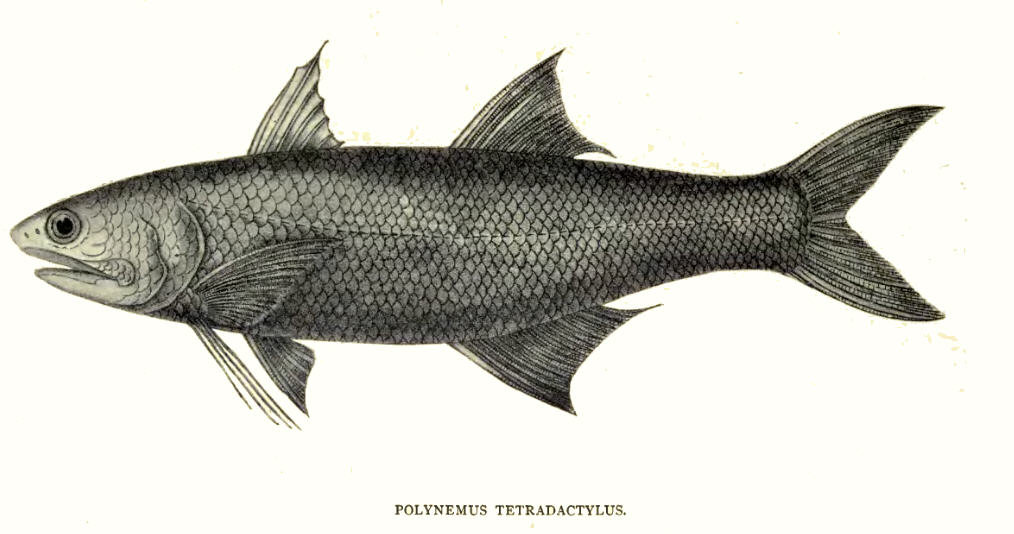

Khoảng 40 loài trong 8 chi được liệt kê tại đây:
- Chi Eleutheronema
  - Eleutheronema rhadinum (Jordan & Evermann, 1902): Cá nhụ bốn râu Đông Á
  - Eleutheronema tetradactylum (Shaw, 1804): Cá nhụ bốn râu, cá lụ, cá lậu, cá chát, cá chét
  - Eleutheronema tridactylum (Bleeker, 1849): Cá nhụ ba râu
- Chi Filimanus
  - Filimanus heptadactyla (Cuvier, 1829): Cá nhụ bảy râu
  - Filimanus hexanema (Cuvier, 1829): Cá nhụ Java
  - Filimanus perplexa Feltes, 1991: Cá nhụ Splendid
  - Filimanus sealei (Jordan & Richardson, 1910): Cá nhụ tám râu
  - Filimanus similis Feltes, 1991
  - Filimanus xanthonema (Valenciennes, 1831): Cá nhụ râu vàng
- Chi Galeoides
  - Galeoides decadactylus (Bloch, 1795): Cá vây tua châu Phi nhỏ
- Chi Leptomelanosoma
  - Leptomelanosoma indicum (Shaw, 1804): Cá nhụ Ấn Độ[3]
- Chi Parapolynemus
  - Parapolynemus verekeri (Saville-Kent, 1889): Cá thiên đường lùn
- Chi Pentanemus
  - Pentanemus quinquarius (Linnaeus, 1758): Cá vây tua hoàng gia
- Chi Polydactylus
  - Polydactylus approximans (Lay & Bennett, 1839)
  - Polydactylus bifurcus Motomura, Kimura & Iwatsuki, 2001: Cá gộc năm râu mảnh
  - Polydactylus longipes Motomura, Okamoto & Iwatsuki, 2001: Cá gộc vây dài
  - Polydactylus macrochir (Günther, 1867): Cá gộc vua
  - Polydactylus macrophthalmus (Bleeker, 1858): Cá gộc sông
  - Polydactylus malagasyensis Motomura & Iwatsuki, 2001: Cá gộc đốm đen châu Phi
  - Polydactylus microstomus (Bleeker, 1851): Cá gộc miệng nhỏ
  - Polydactylus mullani (Hora, 1926)
  - Polydactylus multiradiatus (Günther, 1860): Cá gộc Úc
  - Polydactylus nigripinnis Munro, 1964: Cá gộc vây đen
  - Polydactylus octonemus (Girard, 1858): Cá gộc Đại Tây Dương
  - Polydactylus oligodon (Günther, 1860): Cá gộc vảy nhỏ
  - Polydactylus opercularis Seale & Bean, 1907: cá Bobo vàng
  - Polydactylus persicus Motomura & Iwatsuki, 2001: Cá gộc đốm đen Ba Tư
  - Polydactylus plebeius (Broussonet, 1782): Cá gộc vằn hay cá chát chèo
  - Polydactylus quadrifilis (Cuvier, 1829): Cá gộc lớn châu Phi
  - Polydactylus sexfilis (Valenciennes, 1831): Cá gộc sáu râu
  - Polydactylus sextarius (Bloch & Schneider, 1801): Cá gộc đốm đen
  - Polydactylus siamensis Motomura, Iwatsuki & Yoshino, 2001: Cá gộc vằn miệng to
  - Polydactylus virginicus (Linnaeus, 1758)
- Chi Polynemus: Cá phèn nước ngọt, cá thiên đường
  - Polynemus aquilonaris Motomura, 2003: Cá thiên đường phương Bắc
  - Polynemus bidentatus Motomura & Tsukawaki, 2006
  - Polynemus dubius Bleeker, 1854: Cá phèn vàng hay cá thiên đường phương Đông
  - Polynemus hornadayi Myers, 1936: Cá thiên đường Hornaday
  - Polynemus kapuasensis: Cá thiên đường Kapuas
  - Polynemus melanochir
    - P. m. dulcis: Cá phèn tay đen Tonle Sap
    - P. M. melanochir: Cá phèn tay đen

  - Polynemus multifilis Temminck & Schlegel, 1843: Cá thiên đường tao nhã
  - Polynemus paradiseus Linnaeus, 1758: Cá phèn trắng